# Odo I van Frankrijk
Odo van Frankrijk of Odo van Parijs (Frans: Eudes de France) (Neustrië, ca. 852 - La Fère, 3 januari 898) was graaf van Tours en Parijs. In 888 werd hij door de rijksgroten verkozen tot koning van West-Francië. Hij was de eerste koning uit het huis der Robertijnen.

## Biografie
Odo werd geboren als de oudste zoon van Robert de Sterke, markies van Neustrië, in het geslacht dat bekend zou worden als de Robertijnen. Na de dood van zijn vader in 866 erfde hij diens titel, maar koning Karel de Kale vergaf de titel van markies van Neustrië aan Hugo de Abt. Hierdoor werden de macht en rijkdom van Odo ernstig verkleind in Neustrië.

### Graaf van Parijs
Omstreeks 882 kreeg Odo van Hugo de Abt en bisschop Jocelin van Parijs het graafschap van Parijs om het evenwicht in het noorden te bewaren. De functie zou uitgroeien tot de zetel van de Robertijnen. In 884 kreeg hij van de koning ook de titel van graaf van Tours, waarmee Odo een van de machtigste edelen van Neustrië werd.
Het was in de winter van 885 dat de Vikingen de Seine afdaalden en het beleg rond Parijs startten. Als graaf van de stad was Odo de bevelhebber van de troepen in de stad. Pas door het ingrijpen van Karel de Kale kon het beleg opgeheven worden. Wel moest Odo toestaan dat de Vikingen voortaan vrije toegang over de Seine kregen.

### Koningschap
In het begin van het jaar 888 werd Karel de Dikke vlak voor zijn dood onttroond. Vanwege de nog jeugdige leeftijd van Karel de Eenvoudige en de grote machtspositie van Odo en de Robertingen, werd Odo door de Rijksgroten verkozen tot hun nieuwe vorst en werd hij in een abdij bij Compiègne gekroond tot koning.
Zijn koningschap werd niet door iedereen geaccepteerd en de hertog van Aquitanië, Ranulf II, riep zichzelf uit tot koning van Aquitanië. Odo wist zich wel te verzekeren van de steun van Arnulf van Karinthië, de koning van Oost-Francië. Met de steun van de edelen van het koninkrijk werd Odo op 13 november voor een tweede keer gekroond in Reims met de regalia.
In het volgende jaar wist Odo zijn eerste overwinning te behalen op de Vikingen. Een volgende overwinning behaalde hij in 892 in Montpensier. Desondanks waren de Vikingen in staat om Tours, Troyes, Verdun en enkele andere belangrijke plaatsen in Neustrië te plunderen. Soms werd ervoor gekozen de plunderingen af te kopen door het geven van Danegeld.
In 893 kroonde Ranulf II met behulp van aartsbisschop Fulco van Reims Karel de Eenvoudige tot 'tegenkoning'. In eerste instantie stond Arnulf van Karinthië achter deze beslissing, maar toen deze in 895 toch Odo ging steunen, werd Karel gedwongen te vluchten naar Bourgondië. Het jaar daarop erkende Odo de aanspraak van Karel en benoemde hem tot zijn opvolger wanneer hij zou overlijden.
Twee jaar later overleed Odo in La Fère en volgde Karel Odo daadwerkelijk op. Hij werd begraven in de Kathedraal van Saint-Denis. Tijdens het koningschap van Lodewijk IX van Frankrijk werden deze graven van een tombe voorzien.

## Huwelijk en kinderen
Odo van Frankrijk trouwde met Theoderade, een kleindochter van Aleran van Tours. Zij kregen samen de volgende kinderen:
- Guy, wordt vermeld in het Chartre de Redon; zijn bestaan wordt tegenwoordig betwijfeld.
- Raoul (882 - stierf omstreeks 898)
- Arnoul (885 - 898)

## Voorouders
| Voorouders van Odo I van Frankrijk | Voorouders van Odo I van Frankrijk                        | Voorouders van Odo I van Frankrijk                        | Voorouders van Odo I van Frankrijk                          | Voorouders van Odo I van Frankrijk                          | Voorouders van Odo I van Frankrijk                        | Voorouders van Odo I van Frankrijk                        | Voorouders van Odo I van Frankrijk                        | Voorouders van Odo I van Frankrijk                        |
| ---------------------------------- | --------------------------------------------------------- | --------------------------------------------------------- | ----------------------------------------------------------- | ----------------------------------------------------------- | --------------------------------------------------------- | --------------------------------------------------------- | --------------------------------------------------------- | --------------------------------------------------------- |
| Overgrootouders                    | Robert II van Haspengouw (765-807) ∞ Theoderata (770-789) | Robert II van Haspengouw (765-807) ∞ Theoderata (770-789) | Hadrianus van Orléans (760-821) ∞ Waldrada van Hornbach (-) | Hadrianus van Orléans (760-821) ∞ Waldrada van Hornbach (-) | Liutfried II van Sundgouw (–) ∞ ? (-)                     | Liutfried II van Sundgouw (–) ∞ ? (-)                     | ? (–) ∞ ? (-)                                             | ? (–) ∞ ? (-)                                             |
| Grootouders                        | Robert van Worms (790-834) ∞ Waldrada van Orléans (-)     | Robert van Worms (790-834) ∞ Waldrada van Orléans (-)     | Robert van Worms (790-834) ∞ Waldrada van Orléans (-)       | Robert van Worms (790-834) ∞ Waldrada van Orléans (-)       | Hugo van Tours (edelman) (775-837) ∞ Ava van Morvois (-)  | Hugo van Tours (edelman) (775-837) ∞ Ava van Morvois (-)  | Hugo van Tours (edelman) (775-837) ∞ Ava van Morvois (-)  | Hugo van Tours (edelman) (775-837) ∞ Ava van Morvois (-)  |
| Ouders                             | Robert IV de Sterke (820-866) ∞ Adelheid van Tours (-866) | Robert IV de Sterke (820-866) ∞ Adelheid van Tours (-866) | Robert IV de Sterke (820-866) ∞ Adelheid van Tours (-866)   | Robert IV de Sterke (820-866) ∞ Adelheid van Tours (-866)   | Robert IV de Sterke (820-866) ∞ Adelheid van Tours (-866) | Robert IV de Sterke (820-866) ∞ Adelheid van Tours (-866) | Robert IV de Sterke (820-866) ∞ Adelheid van Tours (-866) | Robert IV de Sterke (820-866) ∞ Adelheid van Tours (-866) |
| Odo I van Frankrijk (852-898)      |                                                           |                                                           |                                                             |                                                             |                                                           |                                                           |                                                           |                                                           |

- Bibliothèque nationale de France: cb12311407x (data)
- Gemeinsame Normdatei: 119545411
- International Standard Name Identifier: 0000 0003 8187 6380
- Library of Congress Control Number: n2006026445
- Istituto Centrale per il Catalogo Unico: SBNV088928
- Système universitaire de documentation: 032002238
- Virtual International Authority File: 262486660
- WorldCat: E39PBJvMxKpVVbcWJ6bjj9F3Qq